# Amastus bolivari
Amastus bolivari là một loài bướm đêm thuộc phân họ Arctiinae, họ Erebidae.